# Le Carnet rouge (film, 1921)
Pour les articles homonymes, voir The Killer.
Pour plus de détails, voir Fiche technique et Distribution.
Le Carnet rouge (The Killer) est un film américain réalisé par Jack Conway et Howard Hickman, sorti en 1921.

## Fiche technique
- Réalisation : Jack Conway et Howard Hickman
- Scénario : Richard Schayer d'après un roman de Stewart Edward White
- Production : Benjamin B. Hampton Productions
- Distributeur : Pathé Exchange (États-Unis) ; Pathé Consortium Cinéma (France)
- Photographie : Enrique Juan Vallejo
- Durée : 6 bobines[1]
- Dates de sortie: 
  - États-Unis : 30 janvier 1921
  - France : 16 juin 1922[2]

## Distribution

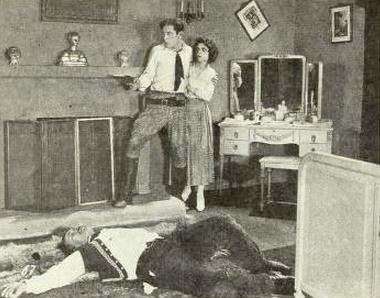
Scène du film avec Jack Conway et Claire Adams.

- Claire Adams : Ruth Emory
- Jack Conway : William Sanborn
- Frankie Lee : Bobby Emory
- Frank Campeau : Henry Hooper
- Tod Sloan : Artie Brower
- Edward Peil Sr. as Ramon
- Frank Hayes : Windy Smith
- Will Walling : John Emory
- Milton Ross : Buck Johnson
- Tom Ricketts : Tim Westmore
- Zack Williams : Aloysius Jackson